# Jan Jacobs May van Schellinkhout
Jan Jacobszoon May van Schellinkhout est un navigateur néerlandais des XVIe et XVIIe siècles, originaire de la région de la Frise.
En 1614, il s'approche de l'île Jan Mayen découverte quelques années auparavant. Joris Carolus, un membre d'équipage, en réalise une cartographie et baptise un promontoire « Jan Meys Hoeck ». Par la suite, ce nom sert à désigner l'ensemble de l'île et est transformé en « Jan Mayen ».